# غاري مارش (لاعب هوكي الجليد)
غاري مارش هو لاعب هوكي الجليد كندي، ولد في 9 مارس 1946 في تورونتو في كندا.

## وصلات خارجية
- غاري مارش على موقع دوري الهوكي الوطني (الإنجليزية)
- غاري مارش على موقع EliteProspects.com (الإنجليزية)
- غاري مارش على موقع HockeyDB.com (الإنجليزية)
- غاري مارش على موقع Hockey-Reference.com (الإنجليزية)